# Gardnar Mulloy
Gardnar Putnam "Gar" Mulloy (22. listopadu 1913, Washington – 14. listopadu 2016, Miami) byl americký tenista. Největších úspěchů dosáhl v mužské čtyřhře, kde vybojoval čtyři tituly na americkém šampionátu (1942, 1945, 1946, 1948) a k tomu pětkrát finále prohrál. Roku 1957 vyhrál Wimbledon (dvakrát finále prohrál). Ke všem newyorským triumfům mu dopomohl krajan Bill Talbert, All England Club dobyl spolu s dalším Američanem Budgem Pattym. Na pařížské antuce si dvakrát zahrál neúspěšně finále ve dvojici s Dickem Savittem. V mixu prohrál finále Wimbledonu v roce 1956 (s Altheaou Gibsonovou po boku) a na US Open roku 1955 (se Shirley Fryovou). Ve dvouhře byl jeho největším úspěchem postup do finále amerického mistrovství v roce 1952, kde prohrál s Australanem Frankem Sedgmanem. S americkou reprezentací třikrát vyhrál Davisův pohár (1946, 1948, 1949), jeho bilance v této soutěži byla 11 výher a 3 prohry. V roce 1972 byl uveden do Mezinárodní tenisové síně slávy. Byl velkým propagátorem veteránského tenisu, sám hrál až do devadesáti a založil turnaj pro hráče nad 80 let. Byl vegetariánem a nikdy nepil alkohol, kávu, ani slazené limonády. Zemřel ve 102 letech.